# Azalea procumbent
L'azalea procumbent (Kalmia procumbens) és una espècie de la família de les ericàcies. És un petit arbust propi de les regions d'alta muntanya de l'hemisferi nord que normalment no supera els 10 centímetres d'alçada. Fou descrita el 1753 per Carl von Linné originalment amb el nom d'Azalea procumbens.

## Descripció
És un petit arbust reptant, glabre que forma matolls densos que cobreixen el terra. Per diferenciar-lo d'altres espècies semblants cal fixar-nos en les fulles oposades, linear-lanceolades, de menys d'un cm de llarg i 1-2 mm d'ample, atenuades en un curt pecíol; són persistents i un xic coriàcies. Les flors, amb 5 pètals roses soldats fins a la meitat de la seva longitud, apareixen en nombre d'1 a 5, al capdamunt de les tiges. Els fruits són unes càpsules seques, que s'obren mitjançant 3-4 valves

## Ecologia i distribució
L'azalea procumbent viu a l'hemisferi Nord, a Europa, Àsia i N d'Amèrica en ambients subàrtics o (en latituds més baixes) a l'alta muntanya. A la península Ibèrica viu només als Pirineus, formant part de matollars baixos i arrapats al terra a carenes i indrets exposats, a dalt de tot de les muntanyes, sobretot sobre terrenys àcids.

## Taxonomia
Fou descrita el 1753 per Carl von Linné a "Species Plantarum" sota el nom d'Azalea procumbens L..
Les flores de referència europees l'anomenen Loiseleuria procumbens (L.) Desv.
A la Base de dades de biodiversitat de Catalunya fan servir el sinònim Kalmia procumbens (L.) Galasso, Bansi & F. Conti.
El gènere Loiseleuria és un homenatge del creador del gènere (Nicaise Auguste Desvaux) al botànic francès Jean Louis August Loiseleur-Deslongchamps
El gènere Kalmia és un homenatge al botànic finès Pehr Kalm que fou deixeble de Carl von Linné.
l'epítet específic, procumbens, descriu l'aspecte general de la mata (procumbent), amb les tiges ajagudes o recolzades al terra, però no arrelades.

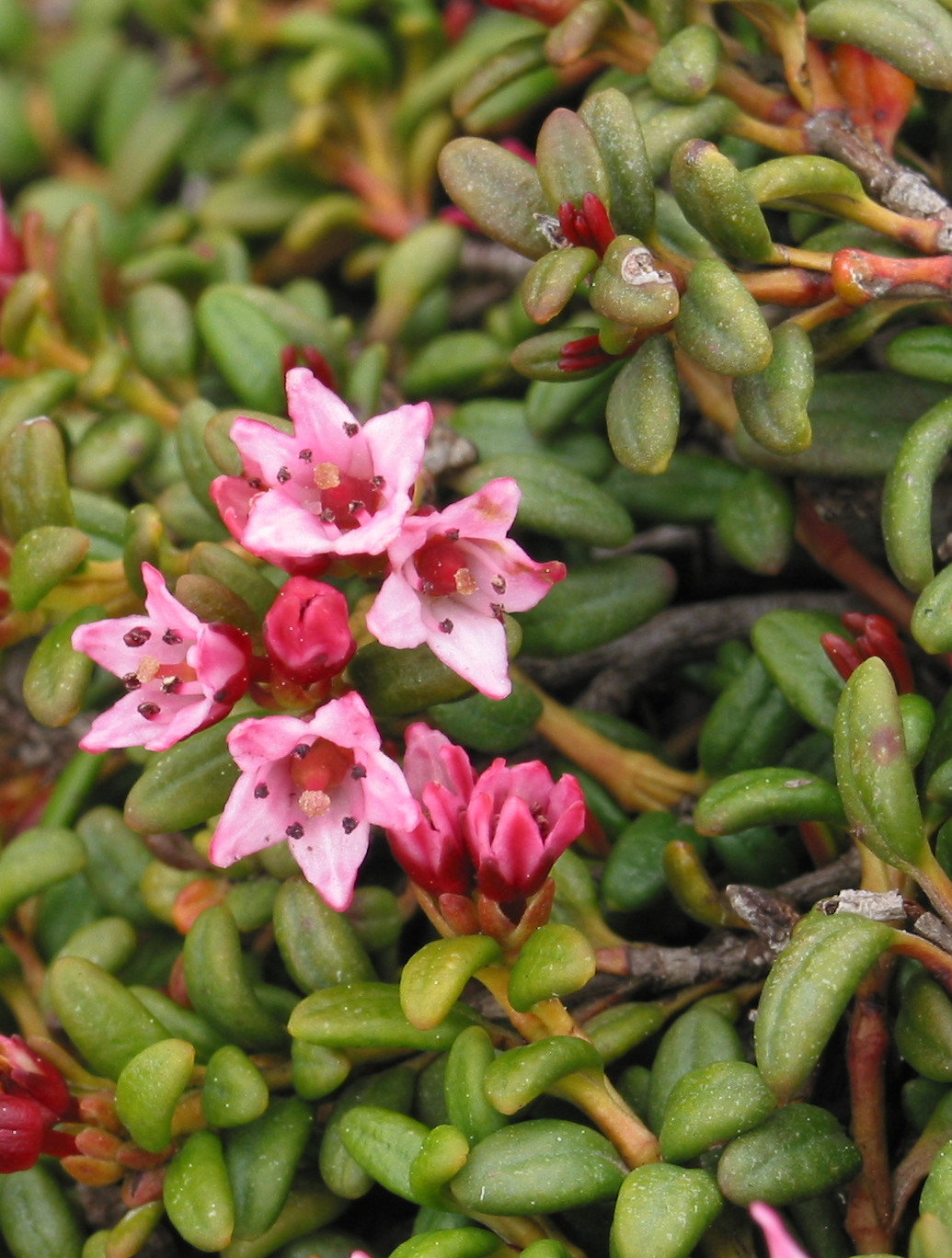
flors i fulles
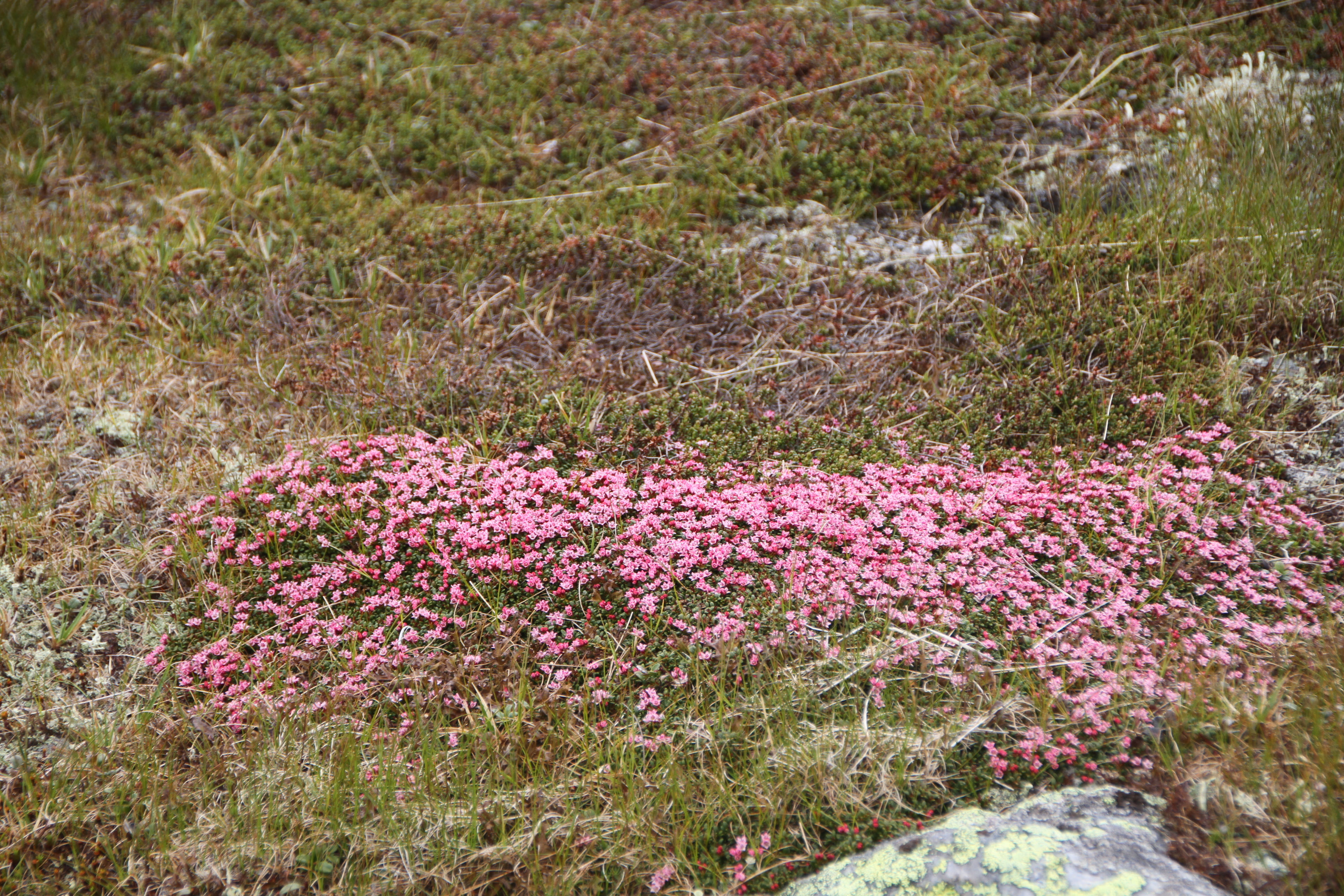
mata procumbent
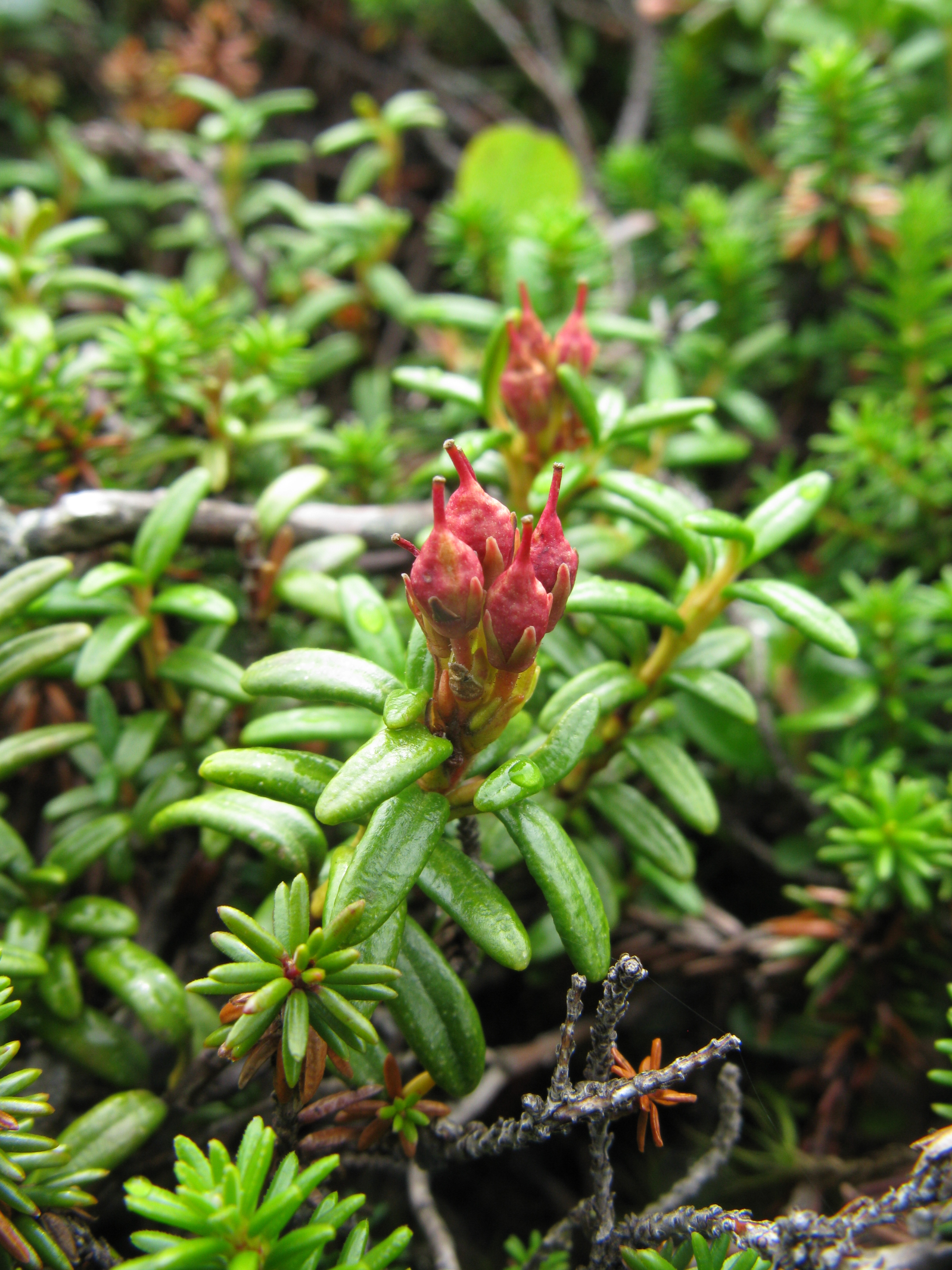
fruits no madurs